# Мёллер, Арнольд Петер
Арнольд Петер Мёллер (дат. Arnold Peter Møller, также известен как A. P. Møller; 2 октября 1876 — 12 июня 1965) — датский бизнесмен и судоходный магнат, основавший в 1904 году группу A. P. Moller-Maersk.

## Биография
А. П. Мёллер был сыном капитана Петера Мерска Мёллера и Анны Ханс Йеппесен. Его мать происходила из известной судоходной династии в Драгере, а его дед по материнской линии Ханс Нильсен Йеппесен был известен как «Король Драгера». Семья Мёллер переехала в 1884 году Свеннборг после того, как проиграла борьбу за власть в компании сёстрам Анны и их мужьями.
В 1904 году А. П. Меллер и его Петер Мэрск Мёллер (дат. Peter Mærsk Møller) основали компанию под названием Aktieselskabet Dampskibsselskabet Svendborg («Пароходная компания Свендборга») с капиталом 150 тысяч датских крон, чтобы воспользоваться бизнес-возможностями, созданными внедрением пароходов. После А. П. Мёллер основал компанию Dampskibsselskabet af 1912 («Пароходная компания 1912 года»), чтобы иметь возможность свободно управлять своим бизнесом и не зависеть от отца. Меллер женился на американке Частине Мак-Кинни, с которой у него было два сына, Арнольд и Ханс, и две дочери, Джейн и Салли. Арнольд, также известный под своими средними именами как Мерск Маккинни Мёллер, впоследствии станет преемником А. П. Мёллера.
Первая мировая война была очень прибыльным периодом для судоходного бизнеса, и А. П. Мёллер сумел в полной мере воспользоваться открывшимися возможностями. После войны его компания была четвёртой по величине судоходной компанией в Дании. Компания неуклонно росла в межвоенные годы и была крупнейшей в Дании к началу Второй мировой войны. Перед немецким вторжением в Данию в апреле 1940 года А. П. Мёллер телеграфировал своим кораблям, чтобы они не подчинялись приказам из оккупированной Дании. Во время оккупации Дании с 1940 по 1945 год Мерск Маккинни Мёллер управлял значительной частью компании из Соединенных Штатов. Компания за время войны потеряла половину своего флота.
А. П. Мёллер также участвовал в коммерческих предприятиях за пределами судоходной отрасли. В 1962 году он получил контракт на бурение нефтяных скважин в датской части Северного моря. в 1964 году Мёллер присоединился к проекту торговца Герману Саллингу и стал владельцем 50 % розничной сети Dansk Supermarked. Эта сеть в дальнейшем стала самой большой розничной компанией в Дании.
После смерти А. П. Мёллера в 1965 году его сын Арнольд Мерск Маккинни Мёллер сменил его на посту председателя и генерального директора A. P. Moller-Maersk Group.